# Antoni Canals
Antoni Canals (1352-1419) fue un fraile dominico, predicador, escritor y traductor de la Corona de Aragón.

## Biografía
Nació en el entonces Reino de Valencia y destacó por sus sermones (de los que no conservamos ninguno) y por tres traducciones o adaptaciones de obras clásicas al valenciano. Se le ha atribuido además, aunque con dudas, alguna poesía religiosa.
Estudió filosofía en Barcelona, siendo discípulo de Vicente San Vicente Ferrer, demostrando tantas cualidades, que al regresar a Valencia, el cardenal don Jaime de Aragón le costeó la licenciatura en teología y le nombró lector  de la catedral, cargo que desempeñó hasta 1398. Estuvo vinculado a la Corte Real de 1398 a 1401, y ejerció de lugarteniente del inquisidor del reino desde 1401 a 1419, año en que murió.
También fue maestro y predicador general de su orden.

## Obra

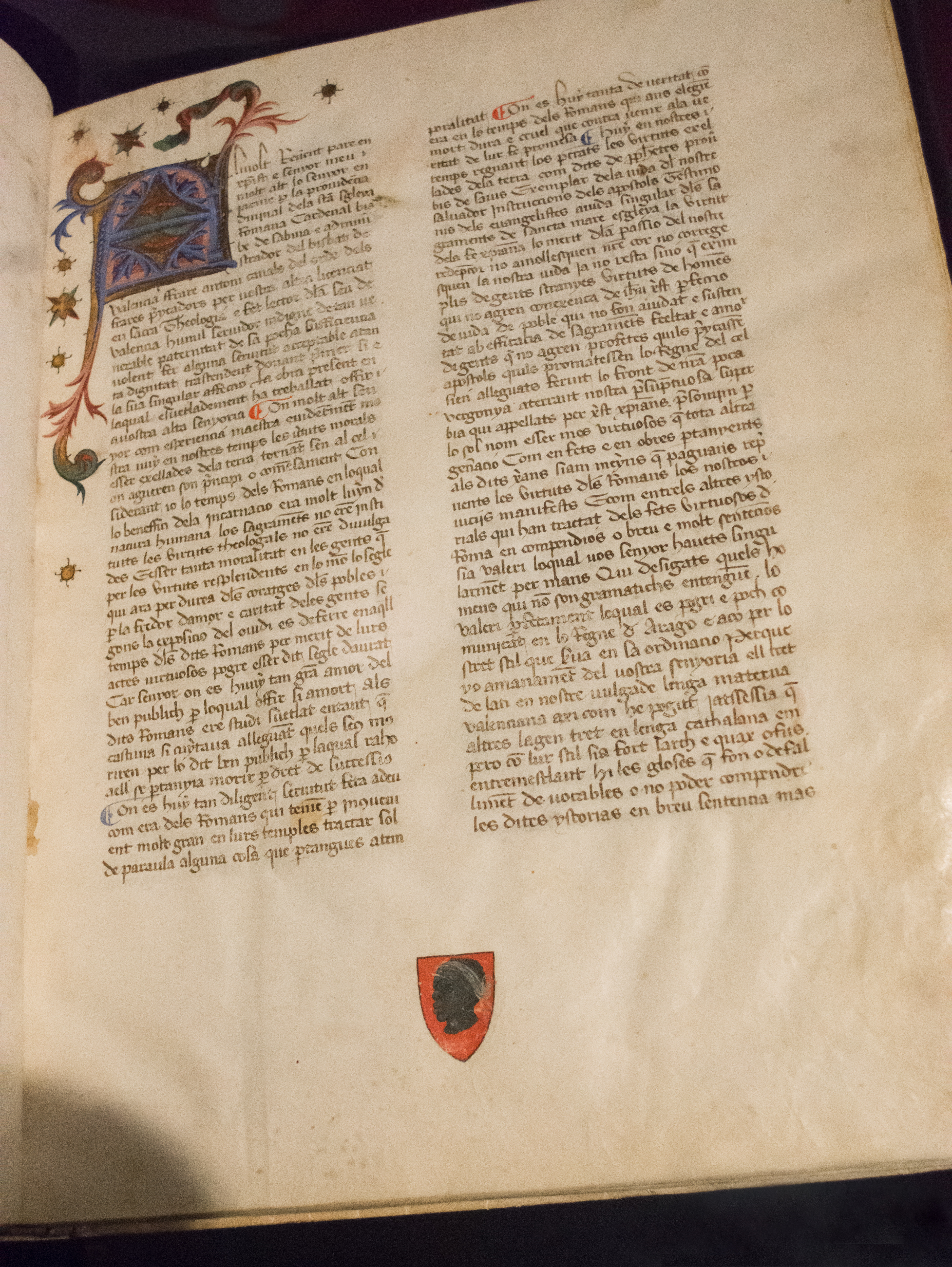
Dictorum factorumque memorabilium (1395-1415).

- Escala de contemplació, dedicada al rey de Aragón
- La traducción al catalán de De providentia de Séneca.
- La versión al valenciano del Dictorum factorumque memorabilium de Valerio Máximo, denominada por él Llibre anomenat Valeri Màxim" (Libro llamado de Valerio Máximo).
- La traducción al valenciano de la Carta de Sant Bernat a la Seua Germana dedicada al «Molt Honorable Mossen Galceran de Santmenat, Carmerlench del Molt Alt Senyor Rey Don Marti» con «diligent e afectuosa servitut». La traducción, que firma como Frare Anthoni Canals en la Santa Theologia Indigne Mestre, se conserva en un manuscrito del monasterio de San Cugat del Vallés titulado Carta de S. Bernat a sa germana traduida en catala per Fr. Antoni Canals.[2] La obra original es de Bernardo de Claraval, con el título de Ad Sororem.
- Su obra humanista per excelencia: Raonament fet entre Scipió e Aníbal (Razonamiento hecho entre Escipión y Aníbal), que es una traducción libre del libro séptimo del África de Petrarca, con interpolaciones basadas en otros autores. Está dedicada al duque de Gandía.